# مایابیا
مایابیا (به اسپانیایی: Mallavia) یک دهستان در اسپانیا است که در Durangaldea واقع شده‌است. مایابیا ۲۳٬۷۹ کیلومتر مربع مساحت و ۱٫۱۳۵ نفر جمعیت دارد و ۲۵۹ متر بالاتر از سطح دریا واقع شده‌است.